# 三菱・デボネア
デボネア（Debonair）は、三菱自動車工業（当初は三菱重工業）が1964年から1999年まで製造していた高級乗用車である。

## 初代（1964年-1986年）A30/31/32/33型
1963年（昭和38年）のモーターショーでデビューし、1964年（昭和39年）7月に販売を開始。以後、1986年のモデルチェンジまでの22年間、基本設計・デザインの変更無しに生産され続けたことから、モデルライフ末期には古色蒼然とした現行モデルであることを形容した「走るシーラカンス」という通称で有名になった。
1960年代初頭、三菱重工業（当時）は国内競合メーカーの2,000cc級乗用車に比肩するクラスの乗用車生産を目論んでいた。当初は欧州車の導入も検討され、フィアット・1800/2100のライセンス生産を打診したが、不調に終わっていた。
このため三菱では自社開発に方針を切り替えた。構造はモノコックボディに前輪ウィッシュボーン独立、後輪半楕円リーフリジッドで後輪駆動という、平凡だが手堅いレイアウトとし、全長・全幅とも道路運送車両法施行規則の小型車規格ぎりぎりのサイズで設計された。また、三菱重工業の企業パンフレットでは「回転半径5.3mの機動性も随一で、国情にマッチした使いやすさで他の追随を許しません」と説明されており、取り回しの良さも重視した設計であったことが伺われる。
スタイリングは、当時の三菱におけるカーデザインの立ち後れを改善する目的で招聘された、オーストリア出身でゼネラルモーターズのデザイナー経歴を持つハンス・S・ブレッツナー（Hans Sebastian Bretzner 1930～2007）が担当、彼の指導のもとGM流儀のレンダリングやモデリングを用いてデザインされた。1960年代のアメリカ製大型乗用車のデザインをモチーフとし、ボンネット・テール部分の両脇にエッジを立てフロントグリルを広く取った押し出しの強いスタイルが特徴である。当初は初代セドリックなどと同様な縦型2灯ライト配置で計画されたが、デザイン途中で横型に変更されている。ブレッツナーは1700mmの幅員制限からボディラインのとりまとめに苦心し、デザイン中「天下の悪法だ」とたびたびぼやいていたという。車名「Debonair」はブレッツナーがもう一つの案「Marquis」(マーキス)と並べて提示し選ばれたものであった。
歴史
- 1964年（昭和39年） 
  - 6月 - 製造開始
  - 7月 - 販売開始
- 1965年（昭和40年）
  - 5月 - オートマチックトランスミッション(AT)、前席電動セパレートシート、パワーウインド、パワーステアリングを装備した「パワー仕様」追加。
- 1967年（昭和42年）
  - 12月 - 一部変更でインパネを衝撃吸収タイプに変更される[3]
- 1969年（昭和44年）
  - 4月 - 仕様変更でフロントディスクブレーキを標準装備すると同時にホイールを14インチ化。テールエンドのフィニッシャー（いわゆるロケットテール）の廃止。
- 1970年（昭和45年）
  - 9月 - マイナーチェンジと同時に搭載エンジンの変更で型式をA31に変更。「デボネア・エグゼクティブ」となる。当初の直列6気筒のKE64型1,991ccOHVから、新開発の6G34直列6気筒1,994ccSOHC（サターン6エンジン）に変更され、130馬力にパワーアップした。これらは少ない生産量によるコストの制約から、既存の4気筒エンジン[4]の気筒数を2気筒増やした設計とし、4気筒エンジンの生産設備を利用して、熟練工の技術で限定生産されたものである。
- 1973年（昭和48年）
  - 10月 - 大幅なマイナーチェンジで後期形へ移行。フロントドアの三角窓の廃止、テールランプデザイン変更（Lテール廃止）、フロントウインカー位置の変更。
- 1976年（昭和51年）
  - 6月 - 再度のマイナーチェンジで「デボネア・エグゼクティブSE」(C-A32)となり、エンジンが2.6Lになり3ナンバーとなる。ラジアルタイヤ、および電動リモコン式タルボ型フェンダーミラーなどを標準装備すると同時にオプションのエアコンはトランク組み込みタイプのクーラーからヒーター組み込み型になる。ドアハンドルをグリップタイプからフラップタイプに変更。マニュアルトランスミッション車は廃止。オイルショック後のコスト削減と排ガス規制で、条件の厳しい在来型6気筒エンジン（6G34・1,994ccSOHC）の生産をやめ[5]、量産車用のバランサーシャフト（サイレントシャフト）付き直列4気筒SOHCを限界一杯まで排気量拡大した昭和51年排出ガス規制適合のG54B型2,555cc・120馬力エンジンに換装されている[6]。このエンジンは一般には2,600ccと称し、以後最後までこの大排気量4気筒のまま生産された。
- 1978年（昭和53年）
  - 4月 - 昭和53年排出ガス規制適合で型式がE-A33になる。
- 1979年（昭和54年）
  - 6月 - 一部変更で昭和54年騒音規制適合となる。外観はカラーリングのみの変更であったが、内装はシート形状が変更され、シート地もジャガードからベロアに変更。後席でも操作可能の後席ラジオコントロール機能を備えた電子チューナーラジオを採用。ABSに相当するアンチスキッドブレーキという安全装置がメーカーオプション設定された。
- 1982年（昭和57年）
  - 11月 - 一部変更でフロントグリルのエンブレムを「2600」から「MMC」に変更と同時にトランクリッドの「MCA-JET」エンブレム廃止。
- 1986年（昭和61年）
  - 6月 - 生産終了
  - 8月 - 販売終了

変速機はコラムシフトのマニュアルトランスミッションのほか、3速ATも用意された。最終期の2,600cc直4エンジン車はATのみの設定。AT本体はアメリカ合衆国の大手変速機メーカー、ボルグ・ワーナーのロングセラー製品である「BW-35」型3速ATが、初期型から最終型まで一貫して用いられた。
三菱自動車のフラッグシップであったことから、三菱グループの各企業で重役専用車として多用された一方、6気筒エンジンしか設定がなかったため、競合他車のトヨペット・クラウン、日産・セドリック/プリンス・グロリアなどに比べ割高感があり、そのためタクシー需要も見込めず、販売拠点の整備も遅れていたため、シェア争いに敗退する。また、そのイメージを嫌った企業（とりわけ非三菱系列の大企業関係者）にも敬遠された。
1970年代に入ると基本設計やデザインの陳腐化が顕著となっていたが、古き良き時代のアメリカ車風の雰囲気を保ちつつ生産が続けられていたことが、後年には逆に独特の希少性を産むこととなった。モデル末期にはブライダル用として人気が高まり、特装車として後席左側屋根が開くブライダル仕様が作られるほどであった。三菱水島製作所の改造により、後期形ベースでオープンボディとしたパレードカー仕様も製作されている。
生産終了以降、旧車の中では程度の良い個体が手に入りやすいことから、生産期間中の不人気車ぶりとはうって変わって愛好家の間で人気が高まった。ローダウンや派手な塗装を施すなど、アメリカ風にアレンジする改造ベースにもなっている。このため、2000年代以降は、程度の良い個体（新車時からフルノーマル仕様）、ないし1973年までのフロントドアの三角窓&リヤのLテール（テールランプ）仕様は高価で取引されている。

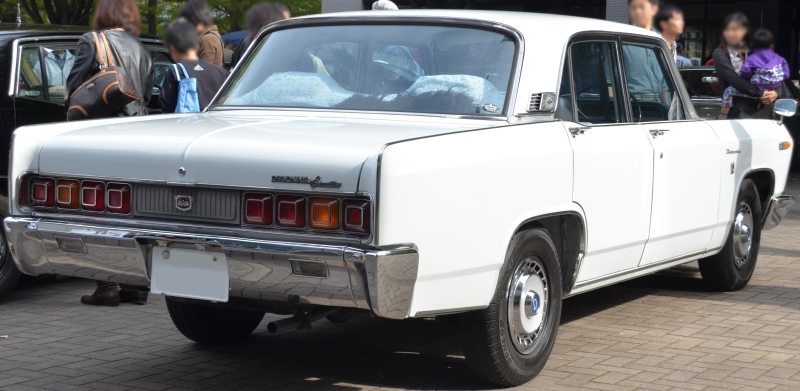
1973年改良型 エグゼクティブ リア
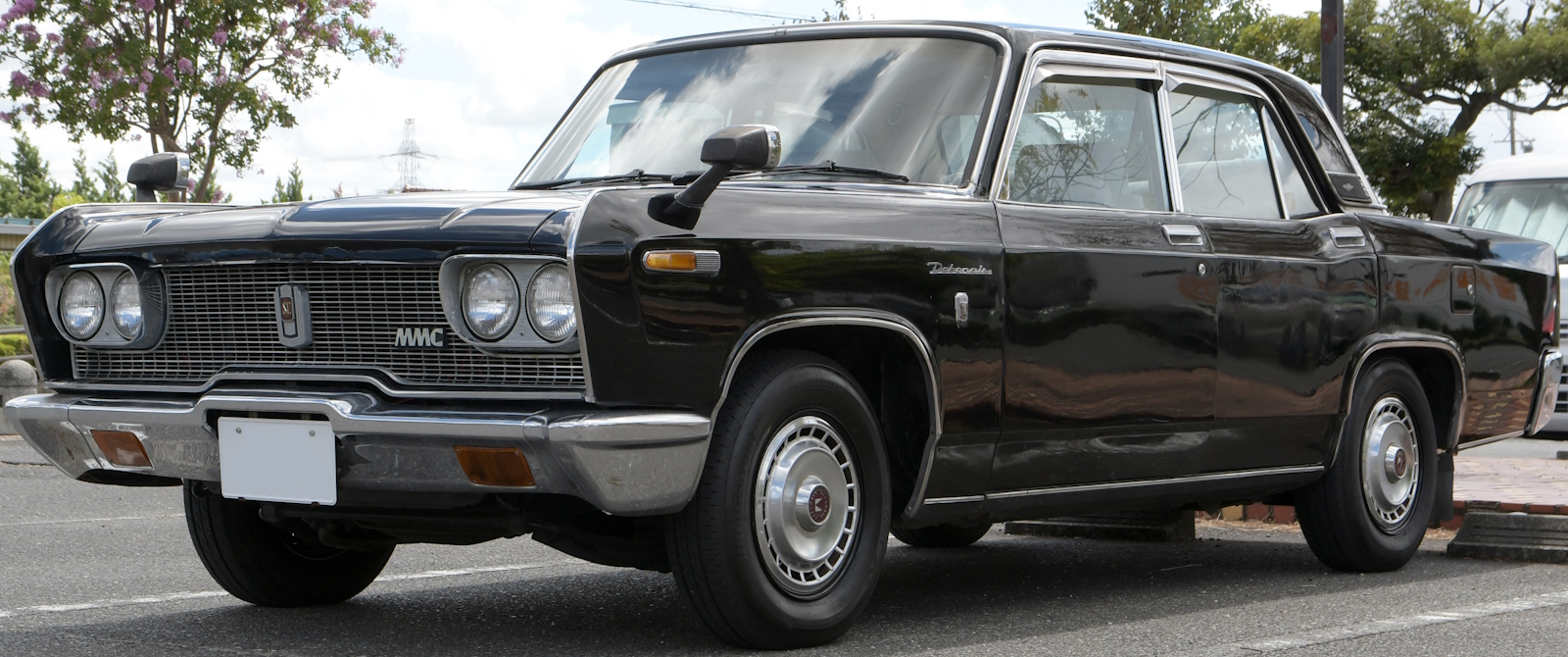
1982年型 エグゼクティブSE
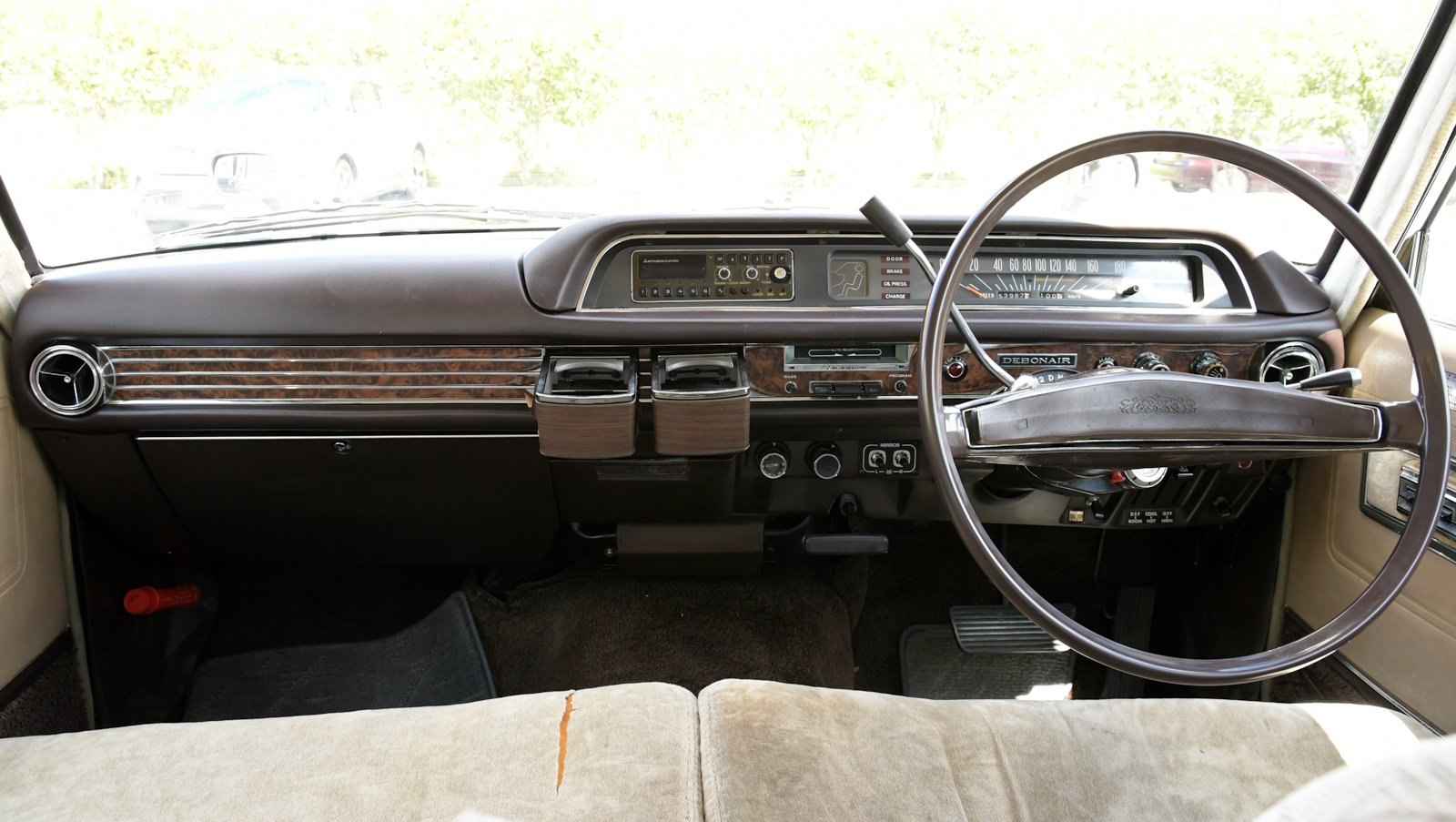
1982年型 エグゼクティブSE 車内

## 2代目（1986年-1992年）S11/12A型
1986年8月、初のフルモデルチェンジを実施し、車名を「デボネアV」に改める。「V」には後述するV6エンジンや「VIP」など様々な意味が込められている。
開発担当責任者でプロジェクトマネージャーの垣下錦一によれば、初代デボネアの後継車を作るプロジェクトは、発売の10年ぐらい前から計画しては頓挫という繰り返しだった。当初は初代と同様にFRとして企画されていたが、これがギャランΣと同様のFFに変更されたのは5年ほど前であった。そのため、エンジンは横置きV型6気筒しか選択肢がなく、プロトタイプのV型6気筒エンジンが台上で回っていた最中、タイムリーにクライスラーから打診が入り、結果的に他社との競合の末に年間45万台をクライスラーへ供給するという大規模な契約ができた。これが、デボネアVが世に出る一番のきっかけとなった。
もうひとつのきっかけは、当時三菱と提携関係にあった現代自動車（ヒョンデ）の「1988年のソウルオリンピックまでに、自国製の高級車（後のグレンジャー）が欲しい」という事情であった。現代自動車はソウルオリンピックのオフィシャルスポンサーとなっていたが、VIP向け送迎車に使える高級車を開発するノウハウが無かったことから、ノックダウン生産前提の共同開発を三菱自動車に依頼した。これについては、三菱自動車の社史に「1985年、韓国現代自動車とデボネア共同開発契約締結」とある通りだが、時期的に契約締結時には既に2代目デボネアのクレイモデルが完成し、設計作業に入っている段階であったことから、共同開発と銘打ってはいるが実際の開発はほぼ三菱側が行ったものと思われる。
要約すると「高級車のモデルチェンジを企図した三菱、高級車を作りたかったヒュンダイ、（アメリカ市場では比較的小型となる）V型6気筒エンジンが欲しかったクライスラー」の利害が一致した結果である。
機構的には、車台は1983年に発売された前輪駆動のギャランΣのプラットフォームをストレッチして使用。上級グレードにはギャランΣハードトップのVR系に装備される電子制御サスペンションECS（コイル併用型のエアサス）も用意された。エンジンはV型6気筒SOHCで、当初は2.0L（前期105馬力、後期120馬力）と3.0L（前期150馬力、後期155馬力）の2種類を搭載。なお、後にハイヤー等への需要に対応する形で、LPG仕様も追加された。ミッションはELC4速オートマチックのみで、マニュアルの設定はない。
ボディサイズは、開発にあたって最大のライバルと想定されたクラウンやセドリック・グロリアと同じ5ナンバーフルサイズに収められた。排気量もライバルのクラウン、セドリック・グロリアと同様2.0Lと3.0Lのグレード展開となった。なお、3ナンバー専用車について垣下は「（このクラスでは）売れ行き自体が5ナンバーに集中する傾向があるので、敢えて3ナンバー専用にするのは、狭い市場を狙ってのことになる」から時期尚早との判断であった。
1987年には150馬力までパワーアップした2.0Lスーパーチャージャー（1989年まで）が、1989年には200馬力（1991年に210馬力にパワーアップ）の3.0L DOHC24バルブ（1992年まで）が追加された。スーパーチャージャー車の追加は、当時は3.0Lの3ナンバー車の税金が高いことによる節税ハイパワー型としての措置で、3.0LのDOHCは、1989年4月の税制改正によって3.0Lエンジングレードの需要拡大に対応する必要があったことから、クラウンやルーチェ等に倣って追加されたものである。
主に競合するクラウン、セドリック・グロリアとの違いは、FWDを採用していることでプロペラシャフトが無いことによる後席足元スペースの広さを特徴としていた。また、クラウン、セドリック・グロリア、レジェンド、ルーチェがみな小型車枠を数十ミリ超えた車幅であったのに対し、デボネアVは外寸を小型車枠内にとどめていた。さらに、競合他車はハードトップやセダン、あるいはクーペなどのバリエーションを展開していたのに対し、デボネアVは4ドアセダンのみの展開であった。この時期の三菱には、同エンジン・同プラットフォームでホイールベースの短いギャラン∑ハードトップが先に存在していたことによる。
しかし、売れ行きは知名度が高く実績もあるクラウン、セドリック・グロリアの影に隠れ、芳しいものではなかった。三菱としても、拡販策として西ドイツ（当時）のチューナーであるAMG社に監修を依頼し、外観にエアロパーツと専用のアルミホイールを装備したAMGグレードを設定したり、1988年にはイギリスの高級アパレルメーカーに内装を依頼したデボネア・アクアスキュータム、内装をオーナードライバー向けとした「エクシード」シリーズ、1989年の税制改正後には「3000ツーリング（その上級としてスーパーツーリング）」というパーソナルグレードが設定されたが、思うように販売台数は伸びなかった。特にAMGモデルは、1991年の生産終了までに前期型が240台、後期型が58台と稀少である。AMGモデルの車体色は白のみが設定されたが、特注のシルバーの存在が確認されている。AMGモデルはゴリラ・警視庁捜査第8班の撮影に使われている。
最廉価モデルは発売当初212.5万円（LG、ベンコラAT）からと、クラウン、セドリック・グロリアに比べて高めの価格設定であったが、これは前出3車にあったスタンダードおよびデラックスに相当する廉価版グレードやMT車が存在しないためである。また、前出3車やルーチェに存在した営業車（4気筒、MTのタクシー仕様車）の設定もない。これは、販売目標がそもそも月販800台（当時の中型車クラスの年間販売台数が約20万台だったため、そのわずか5％）に過ぎず、当初より法人タクシー需要を考慮していなかったためと考えられる。
派生仕様として、リムジンとロングボディタイプが存在する。前者は前期モデルをベースに、ディーラーである愛知三菱自動車販売株式会社が企画販売したもので（前後ドア間を600ミリ延長）、ノーマルのヨーロピアンスタイルと、ランドウトップのアメリカンスタイルの2種がある。独自のカタログも用意されていた。後者は後期モデルをベースに、後部ドアを150ミリ延長した3000DOHCロイヤル150で、メーカー自らが企画販売した（ボディ架装メーカー：株式会社アッスル）。他にも、クラウンセダンなどと同様に、左後ろの屋根が開くブライダル仕様もごく少数生産された。
歴史
- 1986年（昭和61年）
  - (参考)7月24日 - グレンジャー発売
  - 8月下旬 - フルモデルチェンジ。2Lと3LのSOHCガソリン車。[14]
  - 10月 - 西ドイツのチューニングメーカーAMGとのタイアップにより、ロイヤルAMGが追加。
- 1987年（昭和62年）
  - 2月 - 2Lエンジンの高性能グレードとして、スーパーチャージャー付エンジン搭載車が追加。
  - 7月 - 小変更
    - 愛知三菱自動車販売が企画販売したリムジンとベンコラ仕様のロイヤルカスタムを発売。
    - 3000ロイヤルは、標準装備だった電動フェンダーミラーから電動格納式ドアミラーへ変更になる。
    - ボディーカラーの変更。[15]
- 1988年（昭和63年）
  - 5月26日 - イギリスの高級ファッションブランド「アクアスキュータム」とのタイアップモデルを追加。2,000cc「スーパーチャージャー」車がベース。[16]
  - 8月 - 個人ユーザー向けのエクシードシリーズを追加。2,000cc「スーパーチャージャー」車がベース。[17]
- 1989年（平成元年）
  - 4月 - 3ナンバー車の各種税率の引き下げにより、個人ユーザー需要増に対応した3,000ツーリングシリーズを追加。内外装色を個人向けに派手なものとし、大型バンパー、モール、サイドガーニッシュを装備。
  - 10月 - マイナーチェンジ。3,000ccのエンジンにDOHC24バルブ仕様が追加。従来のSOHC仕様のエンジンも動弁機構の一部に既存の2,000ccのSOHCスーパーチャージャー仕様のエンジンに先行採用された（ニードルベアリング）ローラーロッカーアームを採用して出力が若干向上。これに合わせてATを大容量化し、ホールドモードもプラス。足回りも強化されて、フロントブレーキを2ポット式に変更。[18]

## 3代目（1992年-1999年）S22/26/27A型
1992年10月登場。車名は再び「デボネア」の単独ネームに戻る。
1989年4月の税制改正に呼応する形で、3代目は当初から3ナンバー専用ボディを纏って登場した。シャシーはディアマンテ／シグマをベースとしており、2745mmと同クラスでは最も短いホイールベースであるが、FFのため低く抑えられたフロアトンネルにより広々とした後席の足元スペースが確保されていた。先代に引き続き、現代自動車ではグレンジャーの名称で生産・販売され、グレンジャーをベースにさらに高級化したダイナスティも登場している。
エンジンはV型6気筒の3500DOHC（260馬力）と3000SOHC（170馬力）が設定され、タクシー・ハイヤー向けにV型6気筒3000LPGエンジン（150馬力）の設定もあった。グレードは大きく分けて2シリーズあり、運転席周りの装備を充実させたオーナー向けのエクシードシリーズと、後席周りの装備を充実させたハイヤーや社用車向けのエグゼクティブシリーズがあった。当時トヨタや日産は高級セダン（いわゆるE～Fセグメント）の層が厚かったが、三菱ではデボネアのみであった。このため他社の各クラスに対応すべく、価格レンジは約300万円～670万円と幅広く、主に3.5L車はクラウンマジェスタからセルシオ、シーマからインフィニティQ45のクラスと、3L車はクラウン、セドリック/グロリアなどのクラスと、LPG車は同タクシー向けグレードと競合する装備内容・価格設定となっていた。
ディアマンテ譲りのハイテク装備も惜しみなく搭載され、三菱インテリジェントコックピットシステム（シート位置に加えてドアミラー・ルームミラー・シートベルトアンカー位置を電動で調整可能、3名分の位置メモリーと、2つのキーレスエントリーそれぞれに固有の位置が記憶可能）、三菱マルチコミュニケーションシステム（GPS&ジャイロセンサーによるカーナビゲーション + テレビ・ビデオモニター + エアコン操作ユニット）だけでなく、国産乗用車初の車間距離自動制御システム「ディスタンスウォーニング」（レーザーレーダーにより先行車との距離を検知し、エンジンブレーキによる減速を行うシステム）、オキシジェンリッチャ（車内の酸素濃度を高め快適性を向上させる装置）、アクティブプレビューECS II（超音波センサーにより路面状況を読み取り、ショックアブソーバー減衰力やエアばね内圧を自動調整する電子制御サスペンション）、後退時にテレビ画面に後方を映すリヤビューモニターなど、フラッグシップにふさわしい充実した内容であった。後席装備も、2名分の位置メモリーを備えた分割パワーシート（電動ヘッドレスト付）、助手席電動中折れシート＆後席用レッグサポート、脱臭機能・リヤクールボックス付きのデュアルエアコンなど、ショーファーカーユースに十分な内容が設定されていた。シートにはウールベロアやウールシルク、本革といった天然素材を用いた生地も設定され、上級グレードではバーズアイメープルの本木目パネルも装備されていた。
- 1992年（平成4年）
  - 10月 - フルモデルチェンジ。
- 1993年（平成5年）
  - 6月 - 後席スペースを前後方向に150mm延長した「デボネア150」を追加。 広びろとした空間を実現している。
  - 10月 - 廉価版の3Lエンジン搭載車。エクシードエクストラを追加。
- 1994年（平成6年）
  - 10月 - オーナー向けの「エクシード・コンテーガ」を追加。
- 1995年（平成7年）
  - 10月 - マイナーチェンジでフロントグリルとテールランプのデザインを変更。同時にカーナビゲーションには音声ガイドと自動ルート設定機能を追加。
- 1999年（平成11年）
  - 11月 - 生産終了。在庫のみの対応となる。
  - 12月 - 販売終了。35年に渡るデボネアの歴史に幕を下ろした。後継はプラウディア/ディグニティ。

## 車名の由来
英語で「愛想の良い、礼儀正しい、陽気な優雅な」という意味。